# Чейз, Лючия
Лючия Чейз (Lucia Chase; 24 марта 1897, Уотербери, Коннектикут — 9 января 1986, Нью-Йорк, США) — была американской артисткой балета, актрисой, театральным режиссером, а также соучредителем Американского театра балета.

## Карьера
Лючия училась в школе Святой Маргариты, а затем в колледже Брин-Мор. Решив сосредоточиться на театре, она изучала драматургию в Нью-Йоркской школе Театральной гильдии, где также брала уроки балета. Хотя её первой любовью был театр, затем она решила, что танец станет ее жизнью, поэтому она училась у Михаила Мордкина, Михаила Фокина, Энтони Тюдора, Анатолия Вильтзака и Брониславы Нижинской. С 1937 по 1939 год она выступала в балете Мордкина, где танцевала главные роли в «Спящей красавице» и «Жизель». В 1940 году вместе с Оливером Смитом и Ричардом Плезантом основала труппу «Балле тиэтр» (позже Американ балле тиэтр), где она была главной танцовщицей (и главным финансовым спонсором).
Была первой исполнительницей роли Старшей сестры в спектакле Э.Тюдора «Огненный столп» (1942). Так же исполнила роль Жадной девы в балете Агнес Де Милль «Три девы и дьявол», на музыку Респиги (1941), Королевы в «Синяя борода» на музыку Оффенбаха (1941), Кормилицы в «Ромео и Джульетта» на музыку Дилиуса (1943) и Хивря в «Сорочинская ярмарка» на музыку Мусоргского (1943).
В 1945 году она вместе с Оливером Смитом взяла на себя руководство Американ балле тиэтр.
Она ушла со сцены в 1960 году, а в 1980 году ушла с поста директора труппы, после того, как её сменил Михаил Барышников.
В течение сорока лет она посвятила свою энергию и значительную часть личного состояния обеспечению выживания труппы. Она привела Энтони Тюдора и Михаила Барышникова в Американ балле тиэтр и пригласила американских хореографов, таких как Джером Роббинс, Глен Тетли и Твайла Тарп.
В 1980 году она была награждена Президентской медалью за свободу.
в 1988 год была введен в Зал славы Национального музея танца Мистера и Миссис Корнелиус Вандербильт Уитни.
В 2009 году вышла книга «Бравура !: Лючия Чейз и Американ балле тиэтр» (Bravura!: Lucia Chase and the American Ballet Theatre), написанная её сыном Алексом Юингом.

## Фильмография
| Год  | фильм                                               | Роль          |
| ---- | --------------------------------------------------- | ------------- |
| 1976 | Прямой эфир в Линкольн-центре (Лебединое озеро)     | Королева-мать |
| 1957 | Сборник (сериал 1952—1961) (Omnibus) (Лиззи Борден) | Мачеха        |
| 1973 | Американский театр балета: крупный план во времени  | Саму себя     |